# الألعاب الآسيوية الشتوية 2007
الألعاب الآسيوية الشتوية 2007 هي النسخة الـ 6 من الألعاب الآسيوية الشتوية. أقيمت في تشانغتشون، الصين من 28 يناير إلى 4 فبراير. تم افتتاحها رسميا من قبل هو جينتاو. شارك فيها 796 رياضياً من 25 بلداً.

## جدول الميداليات
البلد المستضيف
| الترتيب  | منتخب          | ذهبية | فضية | برونزية | المجموع |
| -------- | -------------- | ----- | ---- | ------- | ------- |
| 1        | الصين          | 19    | 19   | 23      | 61      |
| 2        | اليابان        | 13    | 9    | 14      | 36      |
| 3        | كوريا الجنوبية | 9     | 13   | 11      | 33      |
| 4        | كازاخستان      | 6     | 6    | 6       | 18      |
| 5        | منغوليا        | 0     | 0    | 1       | 1       |
| 5        | أوزبكستان      | 0     | 0    | 1       | 1       |
| الإجمالي | الإجمالي       | 47    | 47   | 56      | 150     |

## البلدان المشاركة
|  | - أفغانستان - الصين - تايوان - هونغ كونغ - الهند - إيران - اليابان - الأردن | - كازاخستان - الكويت - قرغيزستان - لبنان - ماكاو - ماليزيا - منغوليا - نيبال | - كوريا الشمالية - باكستان - فلسطين - الفلبين - كوريا الجنوبية - طاجيكستان - تايلاند - الإمارات العربية المتحدة | - أوزبكستان - العراق - ميانمار |  |